# Matthias Grünert (Musiker)

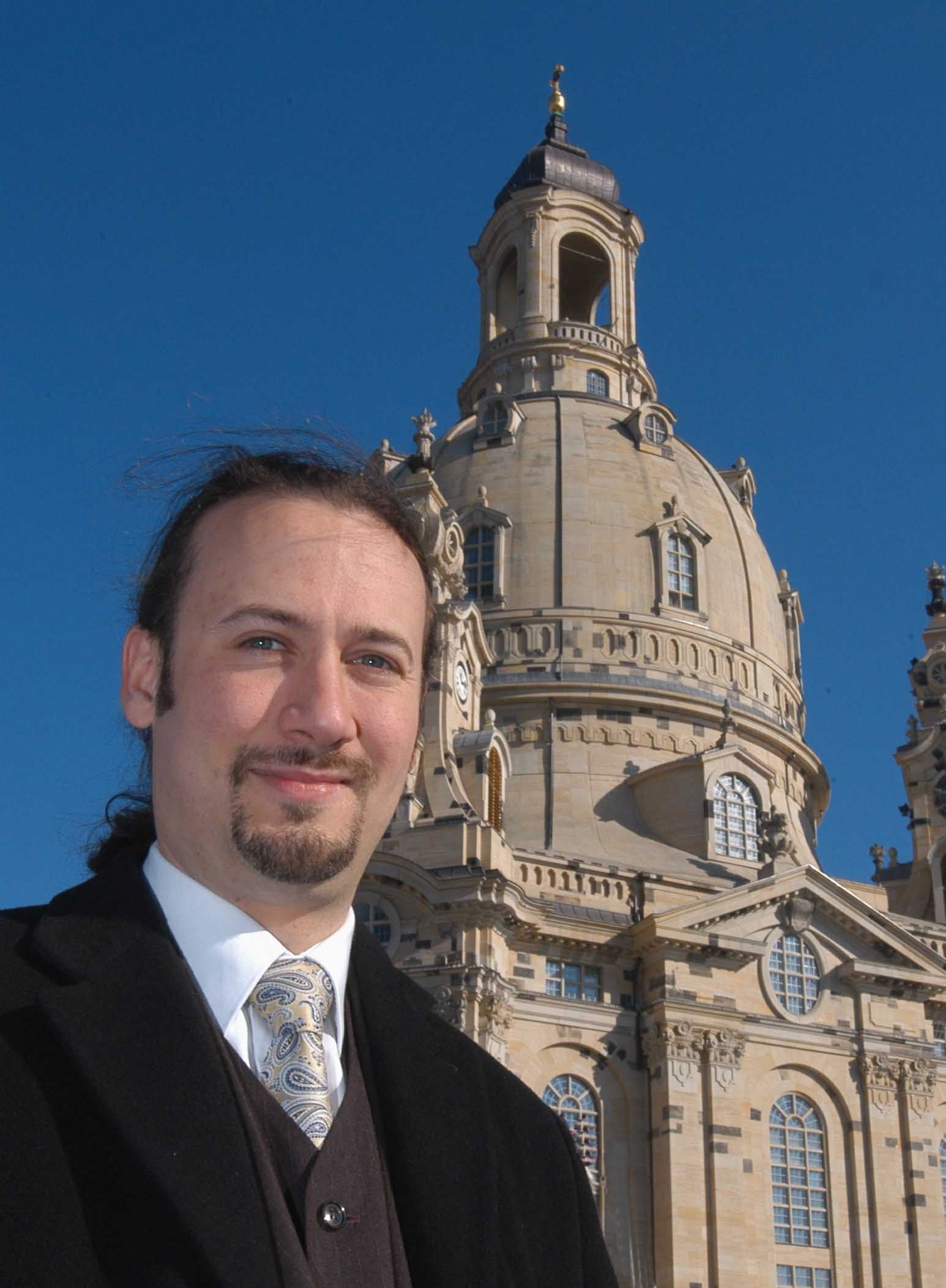
Matthias Grünert vor der Frauenkirche (2007)

Matthias Grünert (* 2. Dezember 1973 in Nürnberg) ist ein deutscher Kirchenmusiker und erster Kantor der Dresdner Frauenkirche.

## Leben und Wirken
Matthias Grünert, Sohn der Kirchenmusiker Hermann und Ilse Grünert, wuchs in Neuendettelsau auf und besuchte das Laurentius-Gymnasium Neuendettelsau, wo er 1993 die Hochschulreife erlangte. Er studierte ab 1993 Kirchenmusik (Abschluss A-Examen), Gesang und Konzertfach Orgel an der Hochschule für evangelische Kirchenmusik Bayreuth. Nach dem Studium in Bayreuth folgte das Solistenexamen im Fach Orgel an der Musikhochschule Lübeck bei Hartmut Rohmeyer. Meisterkurse bei Luigi Ferdinando Tagliavini, Jon Laukvik, Michael Radulescu u. a. ergänzten seine Studien. Während dieser Zeit war er Assistent am Lübecker Dom und Kirchenmusiker an St. Petri im Luftkurort Bosau. Dort organisierte er die Konzertreihe Bosauer Sommerkonzerte, die sich unter seiner Leitung zum regional beliebten Zyklus entwickelte. Von 2000 bis 2004 war Matthias Grünert Stadt- und Kreiskantor an St. Marien im thüringischen Greiz. Er führte dort 2003 das gesamte Orgelwerk Johann Sebastian Bachs auf und initiierte die „Greizer Bachwoche“.
Matthias Grünert ist seit Januar 2005 erster Kantor der wieder erbauten Dresdner Frauenkirche und ist damit künstlerisch verantwortlich für alle kirchenmusikalischen Veranstaltungen. Er gründete den großen Chor der Frauenkirche mit 120 Sängerinnen und Sängern und den 30-köpfigen Kammerchor der Frauenkirche. Regelmäßig gestalten die Chöre Gottesdienste, geistliche Sonntagsmusiken und Konzerte in der Frauenkirche. Mit dem Kammerchor unternahm Grünert neben zahlreichen Gastspielen in Deutschland Konzertreisen nach Großbritannien, Frankreich, Italien und Japan. Der Kammerchor, mit dem Grünert auch regelmäßig vor Persönlichkeiten wie beispielsweise dem damaligen Präsidenten der USA, Barack Obama, Bundeskanzlerin Angela Merkel oder Papst Franziskus gastiert, versteht sich als kultureller Botschafter der Frauenkirche.
Das von ihm gegründete und aus Musikern der Sächsischen Staatskapelle und Dresdner Philharmonie bestehende Ensemble Frauenkirche ist fester Partner bei Konzerten und Aufführungen in der Frauenkirche.
Matthias Grünert ist Preisträger verschiedener Orgelwettbewerbe. Zahlreiche Konzerte als Dirigent, Cembalist und Organist im In- und Ausland runden seine Tätigkeit ab.
An der evangelischen Hochschule für Kirchenmusik Dresden hat er seit dem Wintersemester 2008/09 einen Lehrauftrag für Orgel inne.

## Werke

### Kompositionen
- Si fieri potest, Motette anlässlich einer gemeinsamen Gottesdienstliturgie mit Papst Franziskus im Rom am 25. Januar 2016.
- Vater, vergib!, Motette über das Versöhnungsgebet von Coventry für vier- bis achtstimmigen Chor und Fernchor ad libitum, 2016.
- Et pax Dei, Motette für achtstimmigen Chor, 2016.
- Bonum autem, Motette für vierstimmigen Chor, 2016.
- Nemo quod suum est, Motette für vierstimmigen Chor, 2016.
- Verbum Christi habitet in vobis, Motette für vierstimmigen gemischten Chor, 2020.
- Herr, mache mich zum Werkzeug deines Friedens, Motette für vierstimmigen Chor, 2021.
- Agnus Dei, für Chor a cappella.
- Pater Noster, für Chor a cappella.

Seit 2011 vertont Grünert jedes Jahr einen Kanon zur jeweiligen Jahreslosung.

### Bearbeitungen
- Ruy Blas, Ouvertüre von Felix Mendelssohn Bartholdy, für Orgel solo.
- Schwanensee, Balletsuite von Peter Tschaikowsky, für Orgel solo.
- Leichte Cavallerie, Ouvertüre von Franz von Suppè, für Orgel solo.
- Deux Marches caractéristiques, von Franz Schubert, für Orgel solo.
- 5. Sinfonie von Ludwig van Beethoven, für Orgel 4-händig und 4-füßig.
- Romeo und Julia, Ouverture von Peter Tschaikowsky, für Orgel 4-händig und 4-füßig.

Alle Werke erschienen im Hubert-Hoche-Musikverlag.

### Tonträger
- Heitere und festliche Orgelmusik an St. Petri zu Bosau, Orgelwerke von Carl Philipp Emanuel Bach, Felix Mendelssohn Bartholdy u. a. an der Becker-Orgel, April 1999.
- Orgelwerke von Johann Sebastian Bach an der Silbermann-Orgel zu Fraureuth, April 2002.
- Beliebte Orgelwerke von Johann Sebastian Bach und Mendelssohn an der Jehmlich-Orgel zu Elsterberg, Oktober 2004.
- Barocke Klarinetten- und Orgelmusik, Werke von Telemann, Bigaglia u. a., Barockklarinette: Susanne Ehrhardt, Orgel: Frauenkirchenkantor Matthias Grünert, August 2005.
- Orgelträume, Orgelwerke von Bach, Buxtehude, Frescobaldi u. a. an zehn verschiedenen Orgeln in Thüringen im Rahmen der OrgelArena 2006, September 2006.
- Vom Himmel hoch, Weihnachtsmusik von Bach in der Dresdner Frauenkirche, Kammerchor der Frauenkirche, ensemble frauenkirche, Leitung und Orgel: Frauenkirchenkantor Matthias Grünert, Oktober 2006 (Carus).
- Orgelträume, Orgelwerke von Johann Sebastian Bach, Josef Gabriel Rheinberger, Frigyes Hidas u. a. an zehn verschiedenen Orgeln im Vogtland im Rahmen der OrgelArena 2008, September 2008 (auris subtilis).
- Jephtha, Georg Friedrich Händel, Markus Schäfer (Jephtha, Tenor), Miriam Meyer (Iphis, Sopran), Britta Schwarz (Storgè, Alt), Patrick Van Goethem (Hamor, Altus), Gotthold Schwarz (Bass), Birte Kulawik (Angel, Sopran), Kammerchor der Frauenkirche, Dresdner Barockorchester, Gesamtleitung: Matthias Grünert, Juni 2008 (Carus).
- Orgelmusik aus der Frauenkirche Görlitz, Orgelwerke von Johann Sebastian Bach, Joseph Haydn, Christian Heinrich Rinck, Felix Mendelssohn Bartholdy und Josef Gabriel Rheinberger, September 2009.
- Orgelträume, Orgelwerke von Johann Sebastian Bach, Josef Gabriel Rheinberger, u. a. an zehn verschiedenen Orgeln im Erzgebirge im Rahmen des OrgelMarathons 2010, August 2010 (auris subtilis).
- Orgellandschaft Oberlausitz, Orgelwerke von Johann Sebastian Bach, Camillo Schumann u. a. an zehn verschiedenen Orgeln in der Oberlausitz im Rahmen des OrgelMarathons 2012, Mai 2012 (auris subtilis).
- Die Donati-Orgel der Schlosskirche Lichtenwalde, Werke für Sopran und Orgel mit Jana Reiner, Oktober 2012 (auris subtilis).
- Johann Sebastian Bach, Weihnachtsoratorium live aus der Frauenkirche, Jana Büchner, Britta Schwarz, Markus Brutscher, Gotthold Schwarz, ensemble frauenkirche, Kammerchor der Frauenkirche, Leitung: Matthias Grünert, Oktober 2012 (Berlin classics EDEL).
- Joseph Haydn, Schöpfungsmesse, Ute Selbig, Rahel Haar, Eric Stoklossa, Andreas Scheibner, Reußisches Kammerorchester, Kammerchor der Frauenkirche, Leitung: Matthias Grünert, 2013 (Rondeau).
- Weihnachten in der Frauenkirche Dresden, Werke von Schütz, Schein, Scheidt, Praetorius, Dorothee Mields, Eric Stoklossa, Tobias Berndt, Instrumenta Musica, Kammerchor der Frauenkirche, Leitung: Matthias Grünert, 2013 (Sony Classical).
- Orgellandschaft Sächsische Schweiz, Orgelwerke von Bach, Thomas Adams, Niccolo Zingarelli, 2014 (auris subtilis).
- Musikam hab ich allzeit lieb, Motetten zu Lutherliedern, Solisten, Instrumenta Musica, Kammerchor der Frauenkirche, Leitung: Matthias Grünert, 2014 (Rondeau).
- Frank Martin, Matthias Grünert, Percy Fletscher, Chor und Orgelwerke, Kammerchor der Frauenkirche Dresden, Matthias Grünert Leitung und Orgel, 2015 (Rondeau).
- Johann Sebastian Bach h-Moll-Messe BWV 232 live aus der Frauenkirche Miriam Meyer, Britta Schwarz, Markus Brutscher, Klaus Mertens, ensemble frauenkirche dresden, Kammerchor der Frauenkirche, Leitung: Matthias Grünert, 2015 (Berlin classics EDEL).
- Ein feste Burg ist unser Gott Renaissancemusik zu Lutherchorälen Instrumenta Musica Kammerchor der Frauenkirche Dresden, Matthias Grünert Leitung und Orgel, 2016 (Rondeau).
- 1736 The Bach Recital, Matthias Grünert Orgel, 2017 (Rondeau).[7]
- Luigi Cherubini Requiem Akiho Tsujii, Martin Lattke, Paul Kroeger, Kammerchor der Frauenkirche Dresden, Philharmonisches Orchester Altenburg-Gera, Matthias Grünert, 2017 (Rondeau).
- Johann Sebastian Bach Johannespassion BWV 245 live aus der Frauenkirche Camilla Nylund, Nicole Pieper, Tilman Lichdi, Andreas Scheibner, Falko Hönisch, ensemble frauenkirche dresden, Kammerchor der Frauenkirche, Leitung: Matthias Grünert, 2018 (Berlin classics EDEL)
- Luigi Cherubini Kirchenmusik Sibylla Rubens, Britta Schwarz, Tobias Hunger, Tobias Berndt, Kammerchor der Frauenkirche Dresden, ensemble frauenkirche dresden, Matthias Grünert, 2019 (Rondeau).
- Andreas Georg Sorge Clavierübung Matthias Grünert an der Trampeli-Orgel zu Wurzbach, 2019 (Rondeau).
- Johann Sebastian Bach Matthäuspassion BWV 246 live aus der Frauenkirche Catalina Bertucci, Hanna Zumsande, Britta Schwarz, Geneviève Tschumi, Tilman Lichdi, Wolfram Lattke, Tobias Hunger, Thomas Laske, Philipp Meierhöfer, Sebastian Noack, ensemble frauenkirche dresden, Kammerchor der Frauenkirche, Leitung: Matthias Grünert, 2020 (Rondeau).
- The Concerto Session Concerti für Trompete und Orgel Trompete: Helmut Fuchs Orgel: Matthias Grünert, 2022 (Rondeau).